# Coup de vice
Coup de vice és una pel·lícula francesa dirigida per Patrick Levy (Zak Fishman) i estrenada el 1996.

## Argument
Història d’amistat malgrat els diferents orígens, relacions i estatus socials entre Charly Cohen és un jove jueu que vol ser músic i Zeff, un jove musulmà, tots dos habitants dels suburbis de París.

## Repartiment
- Patrick Levy : Charly
- Samy Naceri : Zeff
- Karine Nuris : Ben
- Crystel Amsalem : Clara
- Frédéric Quiring : Raf
- Sophie Carle : Natacha
- Arsène Jiroyan : Max